# Ladička

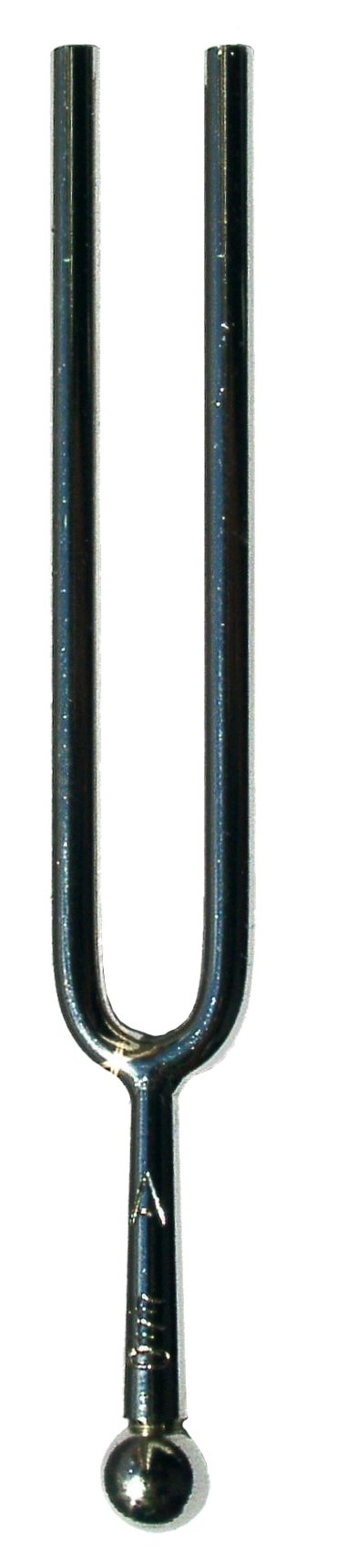
Ladicí vidlice - ladička (tón A)

Ladička je zařízení, které vydává tón s přesnou frekvencí, nebo dokáže určit frekvenci znějícího tónu. Slouží nejčastěji k ladění hudebních nástrojů, používá se i k experimentům a měřením v akustice, v medicíně atd.

## Typy

### Ladicí vidlice
Je to dvouramenná ocelová tyčka ve tvaru písmene U. Po rozeznění úderem velmi rychle odezní vyšší harmonické složky tónu (alikvotní tóny) a ladička vydává téměř čistý sinusovitý tón. Slouží jako zdroj referenčního tónu, bývá proto vyladěna na frekvenci komorního tónu (komorní A). Vyrábějí se i ladičky naladěné na jiné frekvence. Ladicí vidlici vynalezl v roce 1711 trumpetista John Shore.

### Dechová ladička
Je založená na principu jazykové píšťaly. Není tak přesná jako ladicí vidlice. Slouží jako zdroj referenčního tónu pro běžné dolaďování hudebních nástrojů.

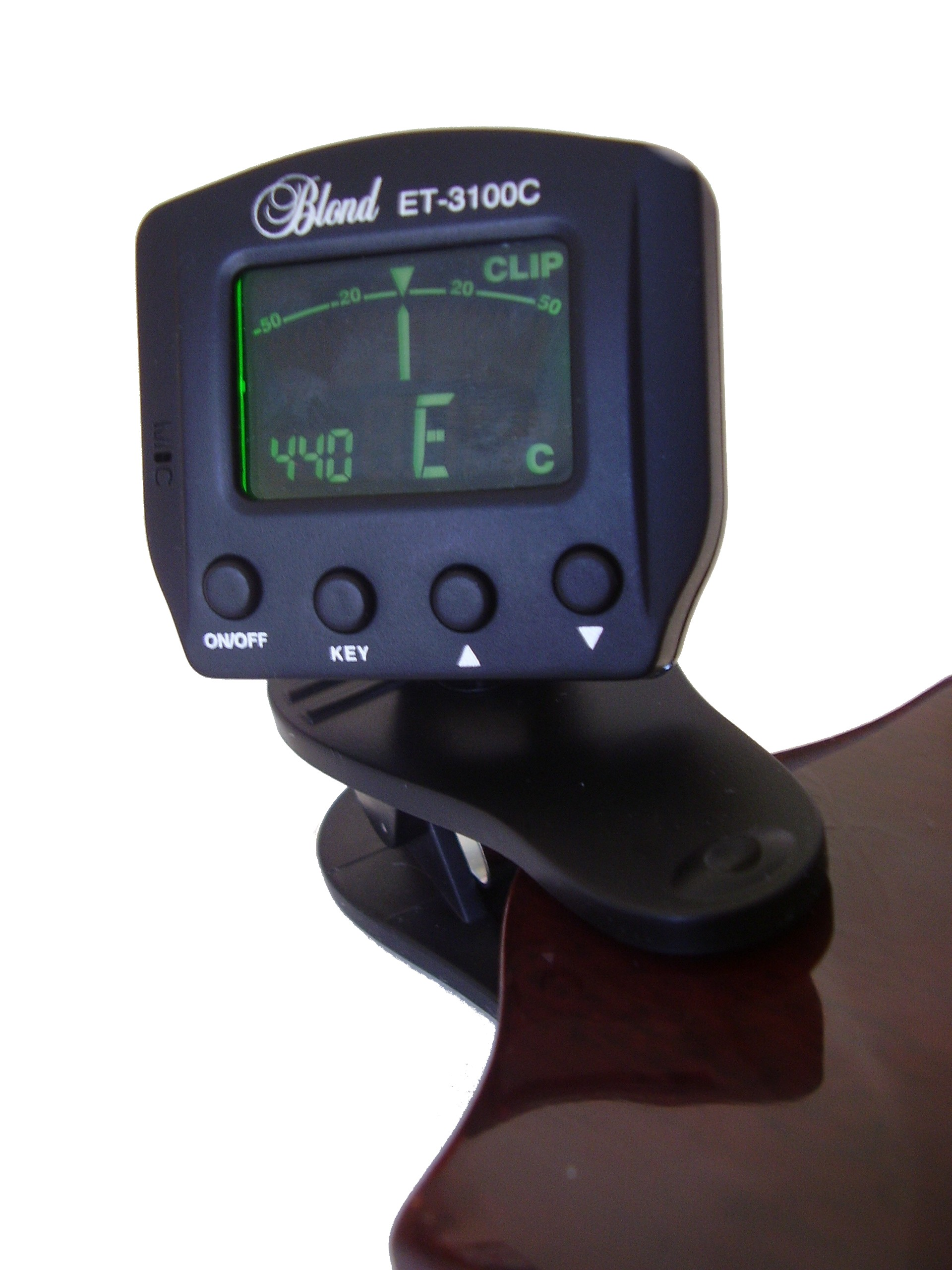
Digitální chromatická ladička

### Elektronická ladička
Elektronické ladičky měří frekvenci přiváděného tónu a indikují jeho absolutní výšku a rozdíl proti referenčnímu tónu. Jsou vybaveny buď ručičkovým indikátorem nebo stupnicí ze světelných diod nebo tekutých krystalů. Moderní elektronické ladičky dokážou ladit tóny ve velkém frekvenčním rozsahu, umožňují kalibraci, volbu zobrazovaných údajů (centy nebo hertzy) a bývají doplněny o další funkce, např. metronom. Existují i specializované ladičky na kytary, baskytary apod. Běžné elektronické ladičky dosahují přesnosti jednotek centů.

### Stroboskopická ladička
Stroboskopické ladičky indikují rozdíl mezi měřeným a referenčnímu tónem. Pracují na principu, využívajícím interferenci. Dosahují velké přesnosti v řádu zlomku procent. Nejznámějším výrobcem je firma Peterson.